# Thomas Aufield
Thomas Aufield (1552-1585) fue un mártir católico inglés. Nació en Gloucestershire y fue educado en Eton y en la Universidad de Cambridge.
En 1567 se convirtió al catolicismo y huyó al colegio Inglés de Douai, Países Bajos Españoles. Fue ordenado sacerdote en 1581 y volvió a Inglaterra para predicar en secreto. Su actividad misionera fue en el norte, donde lo arrestaron el 2 de mayo de 1582. Fue encarcelado en la torre de Londres, donde fue torturado y apostató, volviendo al protestantismo.
Una vez puesto en libertad marchó otra vez a Douai para regresar al catolicismo. Volvió a Inglaterra, tras lo cual fue arrestado otra vez por difundir textos católicos. Enviado a la prisión de Newgate, fue condenado y colgado en Tyburn. Fue beatificado en 1929.
Es recordado el 6 de julio, fecha de su martirio.